# Bridgend
För andra betydelser, se Bridgend (olika betydelser).
Bridgend (kymriska: Pen-y-bont ar Ogwr) är den administrativa huvudorten för kommunen med samma namn i Wales. Orten ligger halvvägs mellan Cardiff och Swansea, och har fått sitt namn från en bro över Ogmore. Historiskt låg Bridgend i grevskapet Glamorgan; idag räknas det till det bevarade grevskapet Mid Glamorgan. Orten har växt kraftigt sedan 1980-talets början och hade 39 429 invånare vid folkräkningen 2001, på en yta av 12,67 kvadratkilometer. Motorvägen M4 går förbi Bridgend. 
Den består av tre communities:  Bridgend, Brackla och Coychurch Lower.